# Masi
Masi (Nordsamisk: Máze) er en bebyggelse i Kautokeino kommune i Troms og Finnmark fylke i det nordlige Norge.
Masi har en befolkning på omkring 350 personer, hvoraf omkring 98 % er samer.
Kapellet i Masi blev opført første gang i 1721, på et tidspunkt hvor området hørte under Sverige, før grænsedragningen mellem Sverige og Danmark-Norge i 1751.
I 1970'erne var der planer om at sætte byen under vand i forbindelse med vandkraftsudbygning af Altaelven. Planerne gav anledning til Alta-konflikten.